# Marie-France Etchegoin
Pour les articles homonymes, voir Etchegoyen.
Marie-France Etchegoin est une journaliste et écrivain, née en 1961. Elle est spécialisée dans les enquêtes sur les affaires criminelles et les sujets de société marquants.

## Biographie
Titulaire d'une maîtrise de lettres à la Sorbonne-Nouvelle et diplômée du Centre de formation des journalistes (CFJ), en 1986, Marie-France Etchegoin débute à Europe 1 après avoir remporté la bourse Lauga, lors du concours organisé par la radio auprès des étudiants en dernière année de journalisme. En 1987, elle entre au Nouvel Observateur, où elle écrit pour le service politique et société, en tant que grand reporter (en 2002), puis rédactrice en chef des pages « Enquête » de l’hebdomadaire. Spécialisée dans les sujets de société ou de politique marquants et dans les enquêtes sur les affaires criminelles, elle a été lauréate en 2015 du prix Françoise Giroud pour son article sur Alain Soral, « Dans la main du diable »,.
Elle est aussi connue pour avoir contribué à faire la lumière sur l'affaire Alègre et les contradictions nombreuses du dossier d'accusation, qui a abouti à disculper Dominique Baudis et de nombreuses personnes mises en examen dans cette affaire du tueur en série, les accusations étant portées par l'enquête de Michel Roussel. De son œuvre (Le Bûcher de Toulouse, cosignée avec Matthieu Aron) est tiré le téléfilm Notable, donc coupable.
En 2014, Marie-France Etchegoin quitte Le Nouvel Observateur (devenu L’Obs). Elle collabore à Vanity Fair, M ainsi qu'aux Éditions Jean-Claude Lattès.

## Autrice
Marie France Etchegoin est également l’autrice, avec Frédéric Lenoir, de deux ouvrages (Code Da Vinci : l’enquête et La saga des francs-maçons) démontant les ressorts conspirationnistes et les théories du complot. 
Dans sa biographie d'Eva Joly (L’Indignée de la République, cosignée avec Matthieu Aron), elle explore les coulisses des affaires politico-financières et des milieux judiciaires. 
Avec son livre sur l’affaire Bettencourt, Un milliard de secrets, elle retrace, à la manière d’un « psychodrame », l’histoire de l’une des familles les plus riches de France, depuis les années noires de l’Occupation jusqu’à l’intrusion de François-Marie Banier dans l'hôtel particulier de Neuilly de la milliardaire,. 
Après les attentats de janvier 2015 contre Charlie Hebdo et l'Hyper Cacher de la porte de Vincennes, elle dirige un ouvrage collectif Et soudain, ils ne riaient plus.
Dans Marseille, le roman vrai, elle dépeint la cité phocéenne « ville tourmentée par le pouvoir et le  crime »,. En dépit de sa « construction littéraire », cet ouvrage raconte des faits et des personnages réels et a obtenu le « Prix étudiant du Livre Politique » 2017. En 2018, dans J'apprends le français, elle raconte son expérience de professeur bénévole dans un centre de demandeurs d'asile, « fable d’un apprentissage réciproque dans le Paris de l’exil » ,,,.

## Publications
- Eva ou la Justice est un roman (avec Matthieu Aron), Robert Laffont, 2003
- Code Da Vinci : l'enquête (avec Frédéric Lenoir), Robert Laffont, 2004.
- Le Bûcher de Toulouse : D'Alègre à Baudis : histoire d'une mystification, (avec Matthieu Aron) Grasset, 2005.
- La Saga des francs-maçons (avec Frédéric Lenoir) Robert Laffont, 2009.
- Un milliard de secrets, Robert Laffont , 2011.
- L'Indignée de la République, (avec Matthieu Aron)  Robert Laffont, 2012
- Et soudain, ils ne riaient plus (avec Marie-Amélie Lombard, Dorothée Moisans, Thierry Lévêque), Les Arènes, janvier 2016
- Marseille, le roman vrai, Stock, avril 2016
- J'apprends le français, JC Lattes, janvier 2018
- Raoult. Une folie française, avec Ariane Chemin, Gallimard, 2021
- Abbé Pierre – La Fabrique d'un saint, (avec Laetitia Cherel) Allary Éditions, 2025

## Filmographie
Marie-France Etchegoin a été coscénariste de Notable, donc coupable, réalisé par Francis Girod (2007, 2x90 minutes, France 2).